# Dodge MacKnight
Dodge Macknight (1860 – 1950) foi um pintor estado-unidense pós-impressionista. Predominam em sua obra paisagens em aquarela.
MacKnight viveu em Fontvieille no tempo em que Vincent van Gogh morava em Arles. Em 1888 eles se conheceram através de John Peter Russell. Logo ficaram amigos, quando então MacKnight apresentou Van Gogh a Eugène Boch.
As maiores coleções de Dodge MacKnight estão no Museu de Belas Artes de Boston e no Museu Fogg em Cambridge.[carece de fontes?]